# 金子傑
金子 傑（かねこ たかし）は、日本のテレビディレクター。1995年フジテレビジョン入社。

## テレビ番組
- 森田一義アワー 笑っていいとも!（ディレクター）
  - 笑っていいとも!特大号（ディレクター）
- 100%キャイ～ン!（ディレクター）
- 2000FNS1億2700万人の27時間テレビ夢列島（ディレクター）
- ココリコの投稿番長!（ディレクター）[1]
- FNS ALLSTARS 27時間笑いの夢列島（「FNS最強キャラクター大相撲」ディレクター）
- 水10!
  - ハッピーボーイズ!（ディレクター）[2]
  - ココリコミラクルタイプ（ディレクター → 演出）
- FNS27時間テレビ みんなのうた（コーナー担当ディレクター）
- 退屈貴族（演出貴族）[3]
- FNS27時間テレビ めちゃ2オキてるッ!楽しくなければテレビじゃないじゃ～ん!!（ディレクター）
- FNS ALLSTARS あっつい25時間テレビ やっぱ楽しくなければテレビじゃないもん!（ディレクター）
- FNS26時間テレビ 国民的なおもしろさ!史上最大!!真夏のクイズ祭り 26時間ぶっ通しスペシャル（総合演出）
- FNS27時間テレビ みんな なまか だっ!ウッキー!ハッピー!西遊記!（ディレクター）
- オレワン（演出）[4]
  - G★ウォーズ（演出軍団）
- フジ算（演出）[5]
- (株)世界衝撃映像社（オブザーバー）
- FNS27時間テレビ めちゃ2デジッてるッ!笑顔になれなきゃテレビじゃないじゃ～ん!!（ディレクター）
- FNS27時間テレビ 笑っていいとも!真夏の超団結特大号!!徹夜でがんばっちゃってもいいかな?（ディレクター）
- テレビシャカイ実験 あすなろラボ（演出）
  - 全力教室（監修）
- ネプリーグ（演出）

## 映画
- 『だCOLOR?〜THE脱獄サバイバル』2016年、フジテレビジョン・KATSU-do、監督[6]

## 関連人物
- 日枝久（金子入社時のフジテレビ社長）
- 荒井昭博
- 石井浩二
- 小仲正重
- ココリコ

同期入社
- 伊藤利尋
- 菊間千乃
- 高木広子
- 森昭一郎
- 明松功
- 太田一平（現共同テレビジョン）
- 清水泰貴（現バラエティ制作局CP）
- 藪木健太郎